# Parabacteroides distasonis
Espèce
Parabacteroides distasonis est une bactérie à Gram négatif du genre Parabacteroides. Cette espèce, auparavant nommée Bacteroides distasonis fait partie de l'ordre des Bacteroidales et de l'embranchement des Bacteroidota.

## Historique
L'espèce Parabacteroides distasonis a été décrite en 1933 sous le nom de Bacteroides distasonis. Cette espèce a été reclassée comme Parabacteroides distasonis à la suite de l'analyse de sa séquence de l'ARNr 16S.

## Taxonomie

### Étymologie
L'étymologie de l'espèce Parabacteroides distasonis est la suivante : dis.ta.so’nis. N.L. gen. masc. n. distasonis, de Distaso, nommée ainsi en hommage au bactériologiste roumain A. Distaso,,.

### Classification phylogénique
Présentant un phénotype proche de Bacteroides, l'espèce nommée alors Bacteroides distasonis a toutefois une similarité de séquence de l'ARNr 16S d'environ 82% avec les autres Bacteroides, d'environ 84% avec un groupe de Porphyromonas et surtout de près de 90% avec l'espèce Tannerella forsythensis confirmant les doutes de son appartenance au genre Bacteroides. L'analyse phylogénique de la séquence nucléotidique de l'ARNr 16S a permis de classer cette bactérie dans un clade comprenant les espèces Bacteroides goldsteinii et B. merdae  séparé des Bacteroides par les genres Porphyromonas et Tannerella. Parabacteroides distasonis est phylogénétiquement incluse dans la famille des Tannerellaceae, l'ordre des Bacteroidales, la classe des Bacteroidia et dans le phylum Bacteroidota.

## Description
Parabacteroides distasonis est une bactérie  à Gram négatif en forme de bacille. Cette espèce produit une catalase et est négative pour les tests uréase et de liquéfaction de la gélatine.

## Habitat
Parabacteroides distasonis est fréquemment isolé dans les fèces humaines où cette espèce est l'une des plus communément identifiées. Cette espèce est aussi parfois retrouvée dans des échantillons cliniques.